# グアイアコール
- グアイアコール
- グアヤコール
- グアイヤコール

グアイアコール (guaiacol) とは、有機化合物で、フェノール類の一種。フェノールの2位にメトキシ基を持つことから、o-メトキシフェノールとも呼ばれる。グアヤコール、グアイヤコールの表記ゆれがある
バニリン（香料）、グアヤコールスルホン酸カリウム（医薬）などを人工合成する際の原料とされ、虫歯の治療時には歯髄神経の麻痺・消毒に用いられる。正露丸の主剤である日局クレオソートに多く含まれる。
ユソウボク(Guaiacum sp.)から発見されたことにより命名された。ユソウボク及び日局クレオソートから製造されるが、後者の場合はリグニンの熱分解により生じる。
誤って口内粘膜にふれた場合は即時に洗浄する。現在はあまり使われなくなり、他の薬が使われることが多くなっている。刺激性・毒性があり、成人致死量は3-10グラム。

## 誘導体
ブドウ果汁に含まれるフェルラ酸は、ワインの醸造過程で脱炭酸酵素の4-ヒドロキシケイ皮酸デカルボキシラーゼにより4-ビニルグアイアコールとなる。赤ワインにおいては、さらに酸化還元酵素のビニルフェノールレダクターゼにより4-エチルグアイアコールに変換される。これらは、ワインのオフフレーバーの原因となる。
クローブなどの精油に含まれるオイゲノールは、グアイアコールの4位にアリル基を持つ。